# Urophora hodgesi
Urophora hodgesi är en tvåvingeart som beskrevs av Steyskal 1979. Urophora hodgesi ingår i släktet Urophora och familjen borrflugor. Inga underarter finns listade i Catalogue of Life.